# Munib al-Masri
Munib Rashid al-Masri —en àrab منيب المصري, Munīb al-Maṣrī— (Nablus, 1934), també conegut com «el Duc de Nablus», «el Padrí» i «el Rothschild palestí» (1934), és un enginyer i estadista palestí, patriarca de la família al-Masri. Actualment exerceix com a president de l'Edgo Grup, una multinacional energètica i conglomerat d'enginyeria, i de PADICO, una societat de cartera que controla trenta-cinc empreses abastant indústries tan diverses com les telecomunicacions, la construcció, el turisme, l'energia, les finances i l'agricultura. Habitualment Munib al-Masri és descrit amb l'epítet de «el palestí més ric del món». Les seves propietats personals, segons es diu, equivalen a una tercera part de l'economia palestina.
Entre els seus parents s'hi compten el bilionari Sabih al-Masri, cosí i amic d'al-Masri, president del Banc Àrab i de Paltel, i els seus nebots Bashar al-Masri, empresari, i Taher al-Masri, primer ministre jordà.
Al-Masri, un dels seguidors i amics més propers de Yasser Arafat, ha servit com a ministre en els gabinets de l'Autoritat Nacional Palestina i de Jordània, i ha declinat en diverses ocasions la presidència i el càrrec de Primer Ministre de Palestina, tot i que reté un càrrec electe al Consell Legislatiu palestí. Juntament amb altres homes de negocis israelians influents com el magnat de la tecnologia Yossi Vardi, al-Masri ha advocat enèrgicament per una solució biestatal per al conflicte palestí-israelià, a través la Iniciativa Trencant l'Impàs.

## Vida personal
Al-Masri va néixer a Nablus el 1934. Va assistir a la Universitat Nacional an-Najah i es va graduar a la Universitat de Texas, als Estats Units. Va estar implicat en la fundació de la Universitat d'al-Quds.
La seva riquesa prové del negoci del gas i el petroli, però la majoria de les seves inversions han recaigut a l'Edgo Grup, el seu grup d'empreses amb base a Londres que opera en les àrees de contractació, desenvolupament industrial, comerç, distribució i representació, desenvolupament de projectes, operacions i manteniment. Al-Masri és també el cap del grup d'inversió Padico, el qual controla 35 empreses que inclouen telecomunicacions (com l'operadora mòbil Jawal), construcció, turisme (l'Intercontinental Hotel Group), energia, medi ambient, banca, finances i agricultura.
Entre els anys 1998 i 2000 va construir, a prop de Nablus, una casa que va anomenar Beit Falasteen, «Casa de Palestina», inspirada en la Villa Capra d'Andrea Palladio.
Està casat amb Angela Masri i té quatre fills, Rabih, Mazen, Omar i Leith, i dues filles, Mai i Dina.

## Carrera política
El 16 de novembre de 2007, al-Masri va llançar un moviment polític propi, rival de Fatah i Hamas, anomenat el Fòrum de Palestina. Ha declinat ofertes per esdevenir el primer ministre palestí en tres ocasions.

## Esforços per la pau
Al-Masri ha declarat que ha estat treballant durant els darrers 40 anys per aconseguir una pau duradora entre palestins i israelians. Li agradaria veure una Palestina independent vivint en pau i harmonia amb Israel. Al-Masri i el gran homes de negocis i emprenedor tecnològic israelià Yossi Vardi van presentar la Iniciativa Trencant l'Impàs al Fòrum Econòmic Mundial celebrat al Mar Mort el maig de 2013. Varen assistir-hi el rei Abd-Al·lah II de Jordània, amfitrió del fòrum, John Kerry, Ximon Peres i Mahmoud Abbas. L'objectiu de la Iniciativa Trencant l'Impàs és animar i donar suport als dirigents polítics per treballar cap a un solució biestatal. Al-Masri ha declarat que seguirà  treballant per aconseguir pau a través de la Iniciativa de Pau Àrab 2002, la qual, com la Iniciativa de Fez, ofereix a Israel ple reconeixement i relacions normals amb els àrabs en un complet context de pau.